# Anton Becker (Architekt)

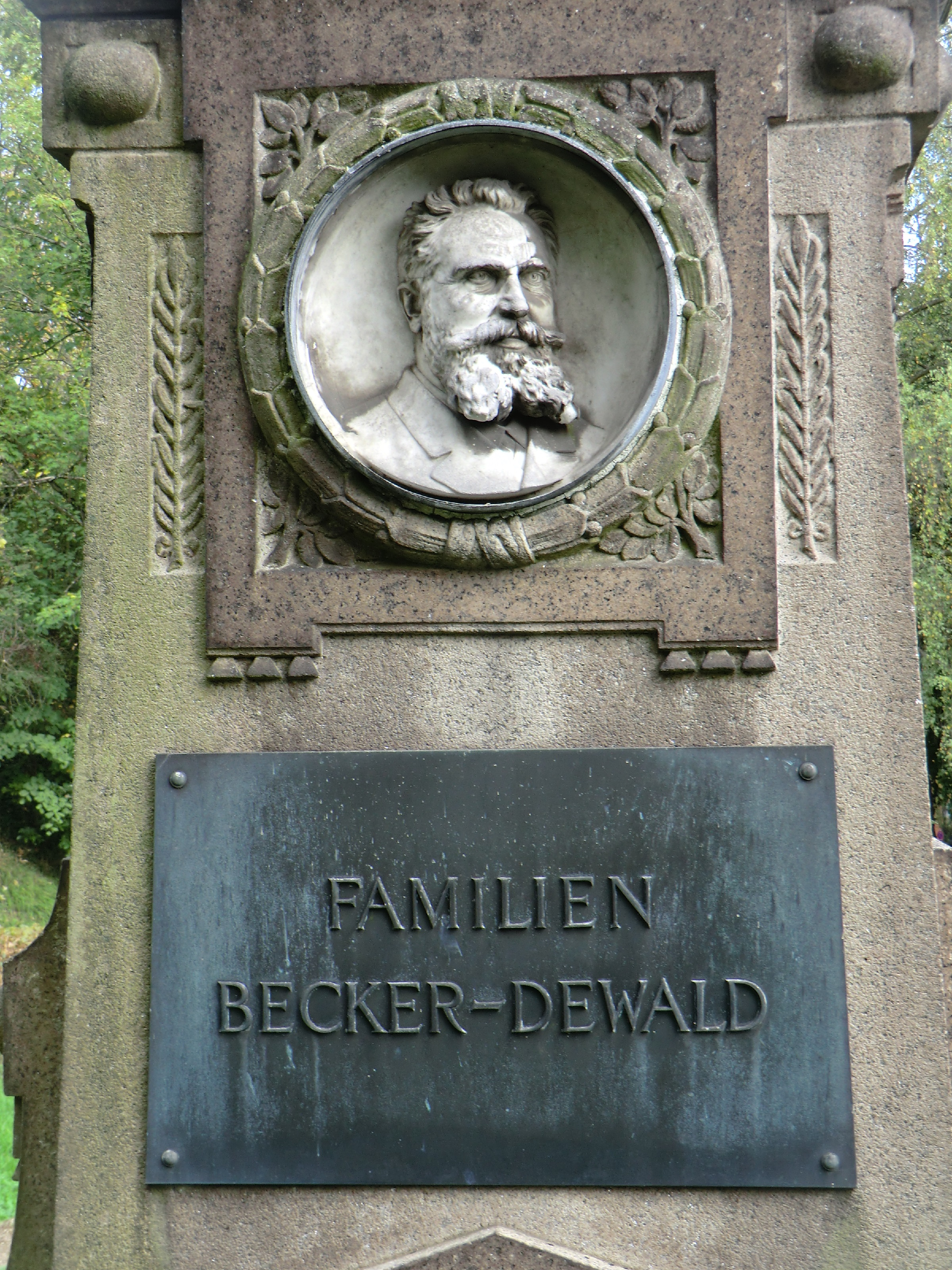
Anton Becker; Grabmal auf dem Poppelsdorfer Friedhof (Bonn)

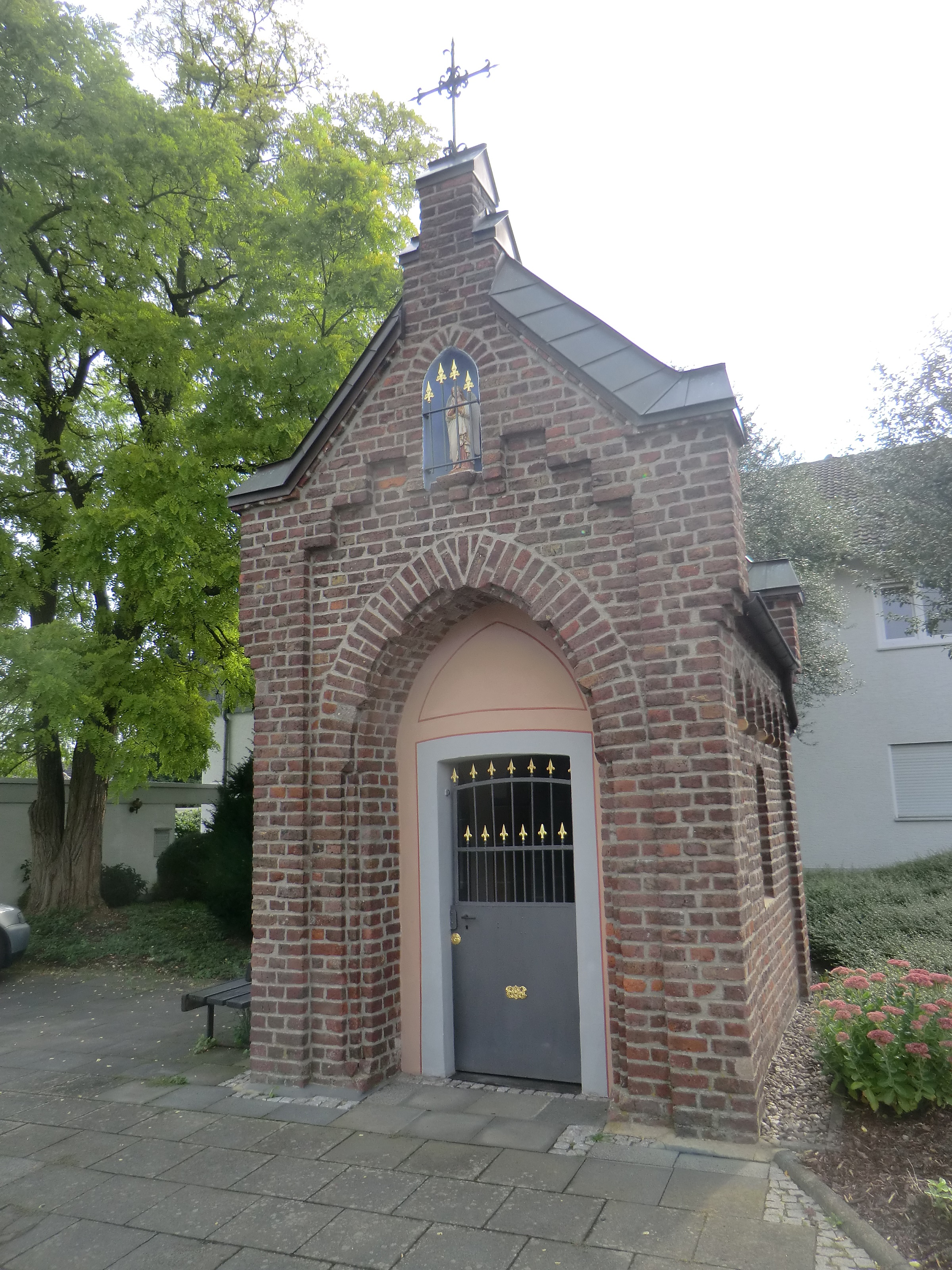
Kapelle zur Schmerzhaften Muttergottes, Meckenheim-Lüftelberg

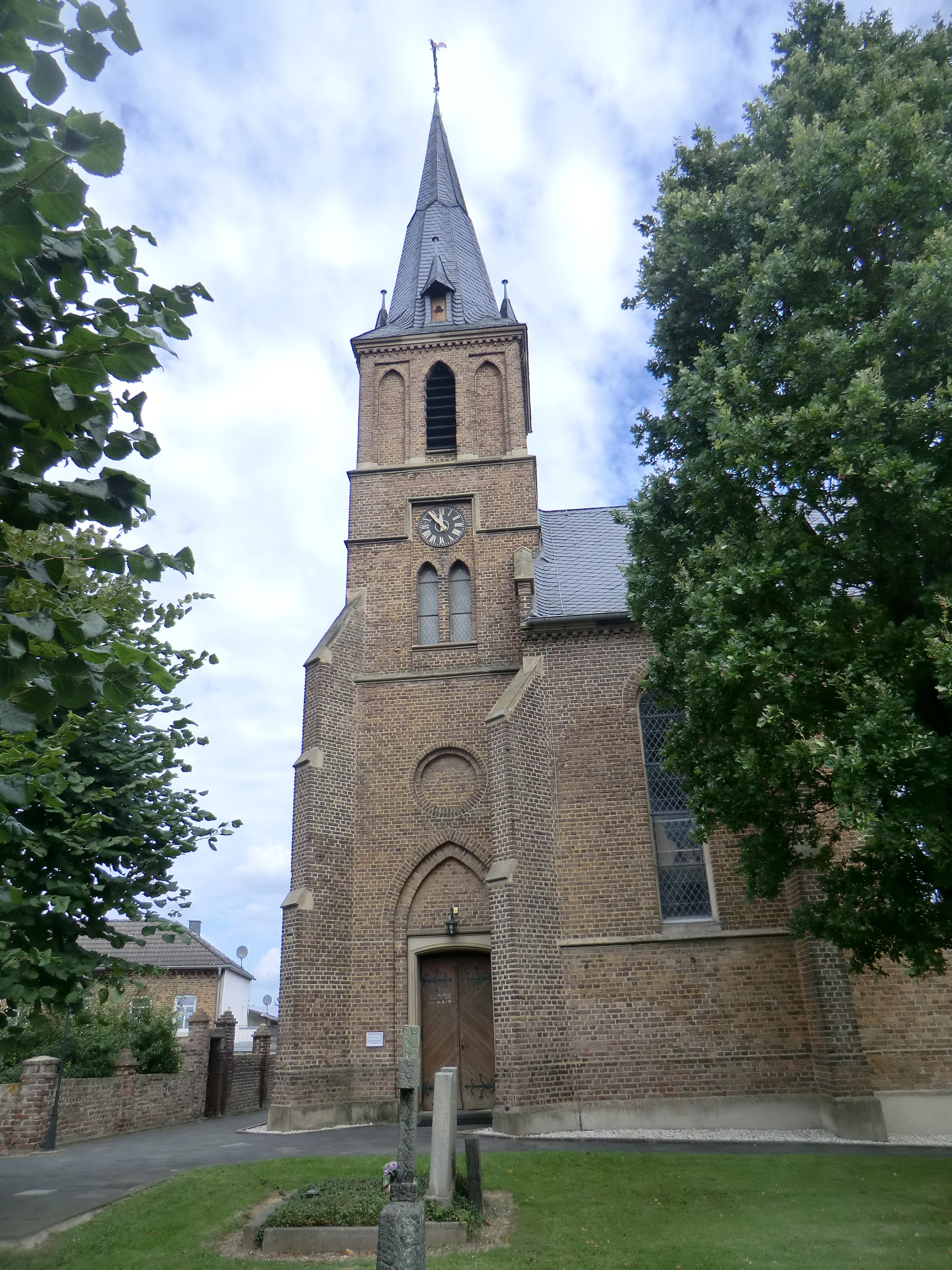
St. Cosmas und St. Damian, Grafschaft-Eckendorf

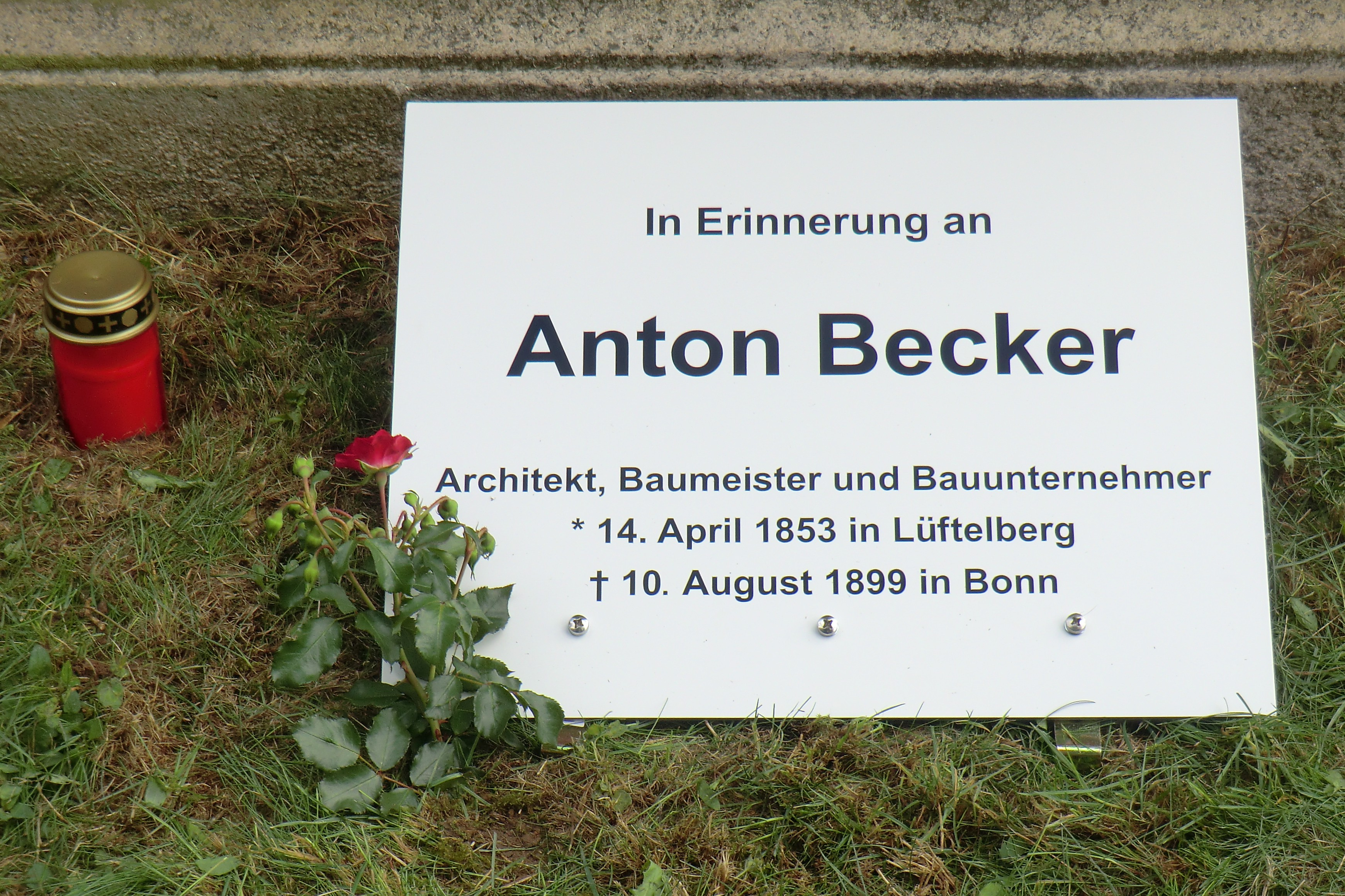
Erinnerungstafel auf Beckers Grab anlässlich seines 120. Todestags

Anton Becker (* 14. April 1853 in Lüftelberg; † 10. August 1899 in Bonn) war ein deutscher Architekt, Baumeister und Bauunternehmer.

## Leben
Becker kam am 14. April 1853 als Sohn des Maurermeisters Cornelius Becker und dessen Ehefrau Agnes Becker geb. Wimmer in Lüftelberg, heute Ortsteil der Stadt Meckenheim, zur Welt. Kurz vor seiner Geburt zogen die Eltern von Merl nach Lüftelberg, wo die Vorfahren der Mutter bereits seit mehreren Generationen als Töpfer und Dachziegler ansässig waren. Hier besuchte er die Volksschule, wo er sich mit dem späteren Orgelbauer Johannes Klais (1852–1925) anfreundete, mit dem er zu Beginn der 1880er-Jahre zeitweise zusammen im Haus Breitestraße 80 in Bonn wohnte.
Nach der Volksschule in Lüftelberg besuchte er zunächst die Höhere Lehranstalt in Rheinbach, eine Vorgängereinrichtung des heutigen Städtischen Gymnasiums, die allerdings damals nur wenige Jahrgangsstufen anbot. Seine Schullaufbahn setzte er ab 1868 am Königlichen Gymnasium (später Beethoven-Gymnasium) in Bonn fort, das er 1873 verließ. Wo er seine Architektenausbildung erhalten hat, ist nicht bekannt. Als er 1881 erstmals in das Bonner Adressbuch eingetragen wurde, bezeichnete er sich bereits als Architekt. 
1885 heiratete er Maria Helene Dewald (* 1857, † nach 1929) aus Altenkirchen (Westerwald). Das Ehepaar Becker wohnte seit 1886 im Haus Bornheimer Straße 20 in Bonn. Die Ehe blieb kinderlos.
Becker starb am 10. August 1899 nach langer Krankheit in seinem Haus in Bonn und wurde am 13. August 1899 auf dem Poppelsdorfer Friedhof in Bonn beerdigt. Sein Grab (Einfriedung, Stele und Porträt-Relief) steht unter Denkmalschutz.

## Berufliches Wirken
1881 eröffnete Anton Becker in Bonn ein Architekturbüro. Kurz darauf gründete er mit Johann Böhm (1855–1923) die Bauunternehmung Becker & Böhm. Zwischen 1881 und 1899 war er als Planer bzw. Bauunternehmer an der Errichtung zahlreicher Wohn- und Kirchenbauten in Bonn, im südlichen Teil des späteren Landes Nordrhein-Westfalen und im nördlichen Teil des späteren Landes Rheinland-Pfalz beteiligt. Von ihm um 1890 errichtete und heute unter Denkmalschutz stehende Wohnhäuser befinden sich vor allem in der Bonner Südstadt, wo er beispielsweise für das Kaffeerösterei- und Handelsunternehmen A. Zuntz sel. Wwe. an der Argelanderstraße zahlreiche Häuser errichtete. Unter seiner Mitwirkung entstanden Kirchen, u. a. in Bonn (Neu St. Martin, Muffendorf, 1894–1895), Meckenheim (St. Johannes 1889–1890), Grafschaft-Eckendorf (St. Cosmas und St. Damian, 1893–1894) und Andernach-Eich (Mariä Geburt, 1896–1897) sowie Kapellen in Meckenheim-Lüftelberg (1884), Meckenheim-Merl (1899–1900) sowie die ehemaligen Kapellen in Alfter-Impekoven (1884) und am Petruskrankenhaus (1898–1899, heute: Gemeinschaftskrankenhaus, Haus St. Petrus) in Bonn. Als Kirchenbaumeister wird Anton Becker von Kunsthistorikern wie Herzog und Nußbaum der „Kölner Schule“ zugerechnet, wie beispielsweise auch Carl Rüdell (1855–1939), Richard Odenthal (1855–1919) und Theodor Kremer (1845–1927). Darüber hinaus errichtete er Gewerbebauten, z. B. in Alfter-Witterschlick eine Produktionshalle der Servais-Werke zur Herstellung von Wand- und Bodenfliesen (1890), in Bonn den Erweiterungsbau der Städtischen Gaswerke (1893) und in Meckenheim-Lüftelberg die Produktionshalle der Dachziegelei Johann Hötgen (1899).
Als Bauunternehmer war er auch 1899–1901 an der Errichtung der im Zweiten Weltkrieg zerstörten Bonner Stadthalle im Stadtteil Gronau beteiligt.
Die Interessen seines Berufsstandes vertrat er im Bautechnischen Verein und im Architekten- und Ingenieur-Verein zu Bonn, dessen Gründungsmitglied und langjähriger Vorsitzender er war.